# だいおう型巡視船 (2代)
だいおう型巡視船（英語: Daiou-class patrol vessel）は、海上保安庁が運用していた巡視船の船級。分類上はPL型、公称船型は改2-900トン型。

## 来歴
海上保安庁は、創設直後の昭和24年度計画で、初の新造巡視船として
だいおう型（700トン型）を建造した。これらは、当時は期待の大型巡視船として活躍したものの、GHQによって性能制限が課されていた時代であり、また実際には使わなかった設標船機能も付与するよう強要されたこともあり、早期のフェードアウトが期待されていた。
このことから、昭和47・48年度計画で、代船2隻の建造が予算化された。これによって建造されたのが本型である。

## 設計
設計面では、先行するえりも型（改900トン型）の発展型とされている。OIC（Operation Information Center）室が新設されたほか、全体的に機器が更新され、居住性向上が図られた。設計上もっとも顕著な差が減揺水槽（ART）の設置位置で、従来は船体内とされていたのに対して、本型では船体外の高所に配置され、より効果が高くなっている。一方で、減揺水槽を高所に配置したことによる重心上昇を防ぐために、船体幅は0.4メートル広くした結果、常備排水量にして190トンの大型化となった。
ネームシップは北方配備が予定されていたことから、主機関の冷却水を利用した甲板着氷防止策が講じられた。一方、2番船「むろと」は南方配備が予定されていたことから、全船冷房が施された。このように艤装には差別化が図られた一方、配備先に関係なく船体は耐氷構造とされた。
速力強化のため、主機関は単機出力3,500馬力に強化されたほか、機関部の省力化も進められている。また推進器は可変ピッチ・プロペラ（CPP）とされたが、これは大型巡視船におけるCPP採用の嚆矢となった。
兵装としては、前任の同名船から70口径20mm単装機関砲を引き継いだが、主砲とされていた3インチ単装緩射砲は旧式化のために引き継がれず、かわってボフォース 60口径40mm単装機関砲が搭載された。

## 同型船
| 計画年度 | #     | 船名     | 建造所           | 起工           | 進水          | 竣工           | 所属                                                   | 解役          |
| -------- | ----- | -------- | ---------------- | -------------- | ------------- | -------------- | ------------------------------------------------------ | ------------- |
| 昭和47年 | PL-15 | だいおう | 日立造船舞鶴工場 | 1972年10月18日 | 1973年6月19日 | 1973年9月28日  | 釧路（第一管区） →境（第八管区）                       | 2001年8月26日 |
| 昭和48年 | PL-16 | むろと   | 内海造船田熊工場 | 1973年3月15日  | 1974年8月5日  | 1974年11月30日 | 鹿児島（第十管区） →油津（第十管区） →塩釜（第二管区） | 2005年1月4日  |